# Tunkińskie Golce
Tunkińskie Golce (ros.: Тункинские Гольцы, Tunkinskije Golcy) – pasmo górskie w azjatyckiej części Rosji, w zachodniej Buriacji, część łańcucha Sajanu Wschodniego. Rozciąga się na długości ok. 180 km. Najwyższy szczyt pasma, Pik Strielnikowa, ma wysokość 3284 m n.p.m. Góry zbudowane są głównie z łupków krystalicznych i granitów. Pasmo jest silnie rozczłonkowane dolinami. Zbocza (do wysokości 1800–2000 m n.p.m.) porośnięte są tajgą modrzewiową i modrzewiowo-sosnową. W wyższych partiach dominuje tundra górska.